# List Lentulusa
List Lentulusa – popularny w średniowieczu utwór apokryficzny mający potwierdzać historyczność Jezusa Chrystusa. Apokryf ma postać krótkiego listu adresowanego do senatu rzymskiego, w którym niejaki Lentulus, fikcyjny rzymski urzędnik w Judei, opisuje wygląd współczesnego sobie Jezusa.
Pisany średniowieczną łaciną utwór powstał w XIII-XIV wieku. Jako pierwszy cytuje go Ludolf z Saksonii (zm. 1378). Choć już w 1440 roku Lorenzo Valla wykazał fałszerstwo dokumentu, był on często wydawany i tłumaczony jeszcze w XVI wieku. Zawarty w nim opis Jezusa wywarł wielki wpływ na ikonografię późnego średniowiecza i renesansu.
Tłumaczenie apokryfu na język polski z połowy XV w. znane jest jako List Lentulusa do senatu rzymskiego. Kolejne tłumaczenie pojawiło się w 1522 w drukowanym Żywocie Pana Jezu Krysta Baltazara Opeca pod tytułem O postawie Jezu Krystowej.